# CSO Voluntari (baschet feminin)
CSO Voluntari este un club de baschet parte a clubului polisportiv CSO Voluntari din Voluntari, România ce evoluează în Liga Națională de Baschet Feminin.